# Frank M. Masters
Frank Milton Masters (* 18. Juni 1883 in Meyersdale, Somerset County, Pennsylvania; † 7. Februar 1974 in Harrisburg, Pennsylvania) war ein US-amerikanischer Bauingenieur und Metallurge. Masters arbeitete nach seinem Studium ab 1904 unter Ralph Modjeski, betrieb zwischenzeitlich ein eigenes Ingenieurbüro und wurde 1924 Partner von Modjeski. 1936 übernahm er das gemeinsame Ingenieurbüro Modjeski & Masters, das bis heute fort besteht und sich nach wie vor mit dem Bau und der Wartung von Brücken beschäftigt.

## Leben
Frank Milton Masters kam am 18. Juni 1883 als Sohn von Clarendon Gideon und Eliza Masters (geb. Beachly) in Meyersdale im Bundesstaat Pennsylvania zur Welt. Masters studierte nach der Schule an der Mercersburg Academy, nahm vorbereitende Kurse an der Cascadilla School in New York und ging dann an die Cornell University. Zudem besuchte er die Carnegie Technical Schools und spezialisierte sich während seines Studiums von 1900 bis 1904 als Bauingenieur (civil engineer) und Metallurge (metallurgical engineer).
Nach seinem Studium arbeitete Masters in verschiedenen Positionen unter Ralph Modjeski in Chicago, Pittsburgh und New York City, wo er zwischenzeitlich sein eigenes Ingenieurbüro betrieb. Von 1917 bis 1919 diente er als Major des Ordinance Department in der United States Army und eröffnete danach in Harrisburg erneut ein Ingenieurbüro. 1924 wurde er Partner von Ralph Modjeski und realisierte mit ihm bis Mitte der 1930er-Jahre eine Vielzahl von Brücken. 1936 übernahm Masters das Ingenieurbüro Modjeski & Masters (Modjeski verstarb 1940), das er bis zu seiner Pensionierung 1972 leitete. Es besteht bis heute fort und beschäftigt sich nach wie vor mit dem Bau und der Wartung von Brücken.
Frank Milton Masters heiratete 1925 Margaret Eleanor Wilson, mit der er zwei Kinder hatte, Frank Milton und Margaret Ann. Frank Milton, Jr. wurde gleich seinem Vater auch Bauingenieur und arbeitete unter ihm bei Modjeski & Masters. Die Familie lebte seit 1929 südlich von Harrisburg in Heckton. Masters, Sr. starb im Alter von 90 Jahren am 7. Februar 1974 im Polyclinic Hospital in Harrisburg.

## Werk

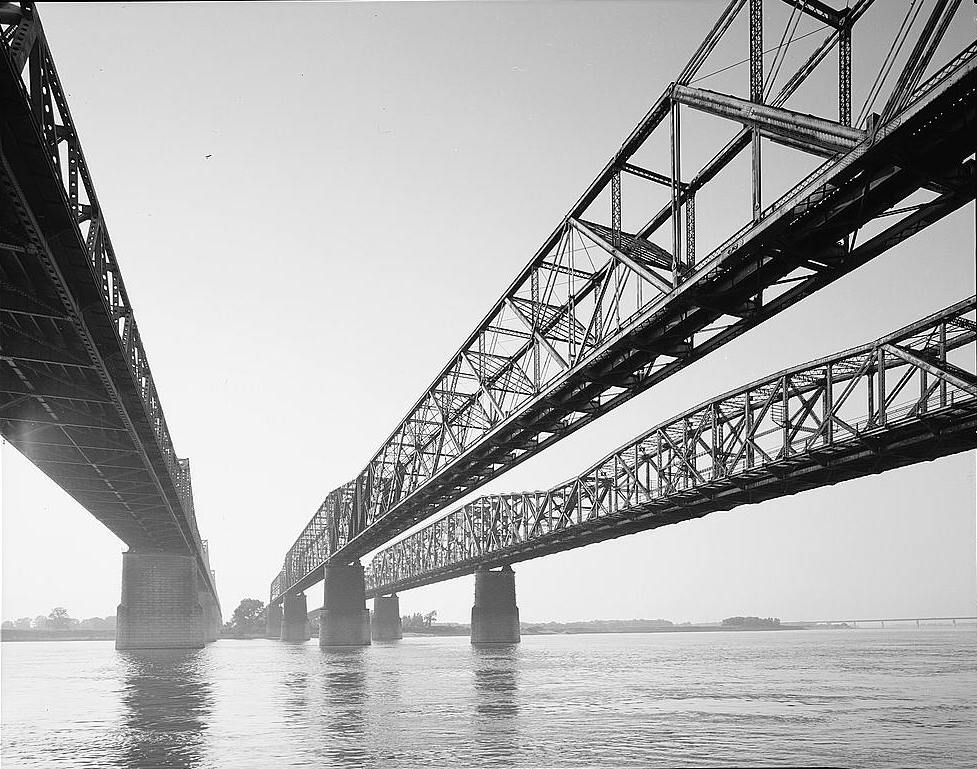
Die drei Brücken zw. Memphis und West Memphis, von links nach rechts: Memphis–Arkansas Bridge (1949), Frisco Bridge (1892) und Harahan Bridge (1916)

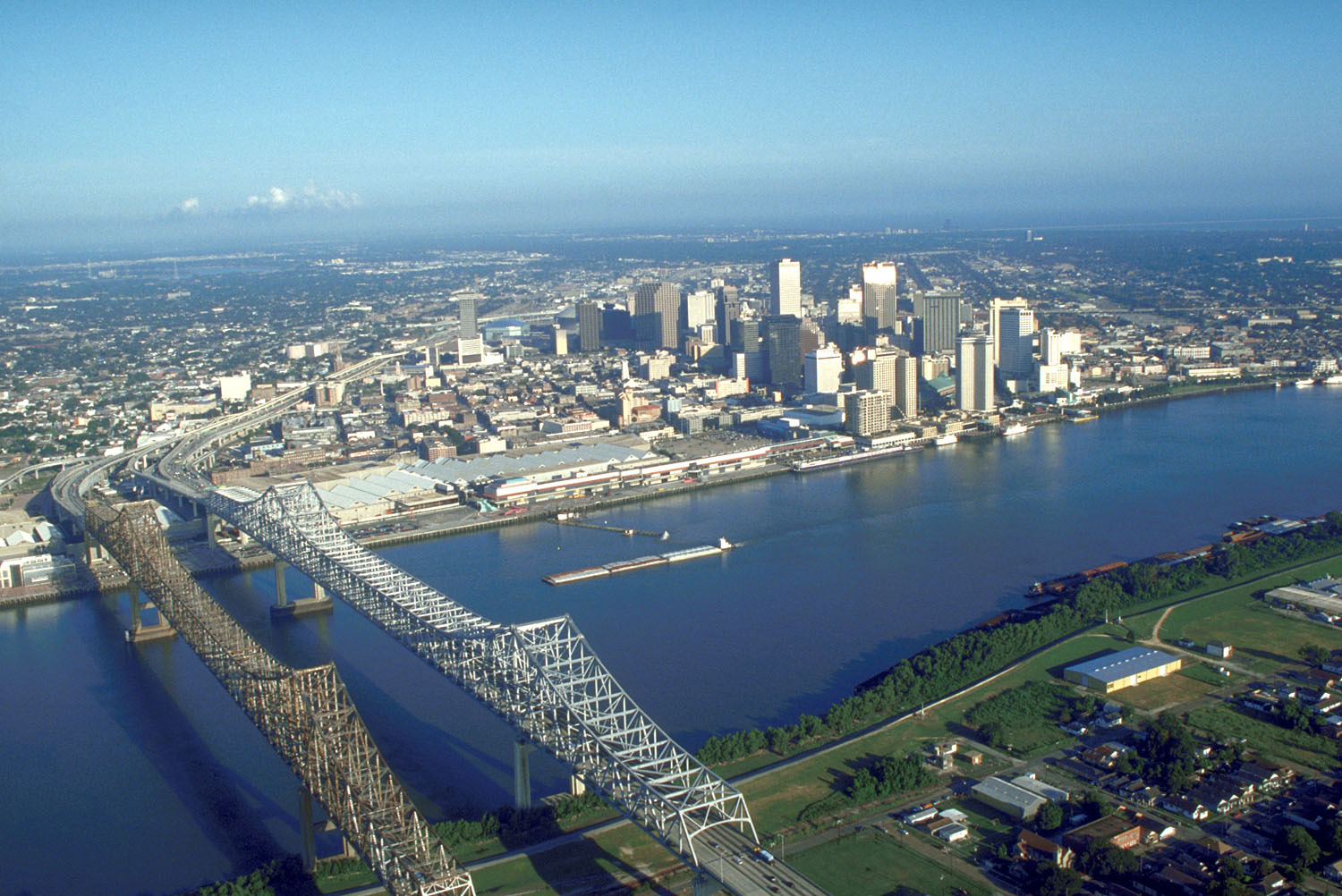
Die beiden Fachwerk-Gerberträgerbrücken der Crescent City Connection (1958 und 1988) in New Orleans

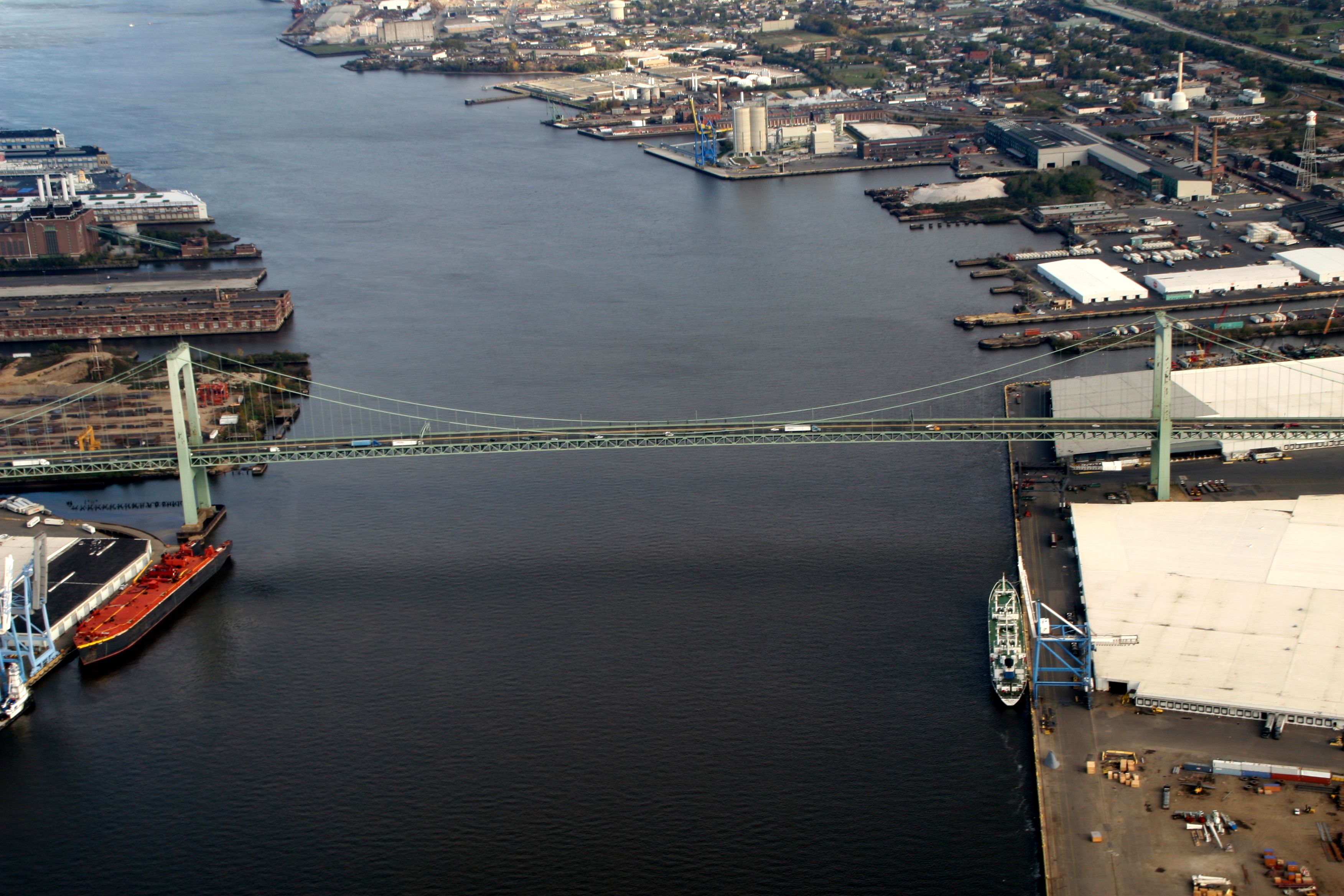
Die Walt Whitman Bridge (1957) in Philadelphia ist mit 610 m Spannweite länger als Modjeskis flussauf folgende Benjamin Franklin Bridge (1926; 533 m)

Frank M. Masters realisierte mit Ralph Modjeski und nach dessen Tod als Senior Partner des Ingenieurbüros Modjeski & Masters über 20 Brücken in den Vereinigten Staaten. Frank M. Masters lernte bei Modjeski, der wiederum unter George S. Morison (1842–1903) seine ersten Erfahrungen sammelte, was besonders in den drei benachbarten Brücken über den Mississippi River in Memphis zum Ausdruck kommt: Ralph Modjeski war am Entwurf der Frisco Bridge (1892) unter Morison beteiligt, Frank M. Masters wirkte unter Ralph Modjeski an der Harahan Bridge (1916) mit und realisierte als Leiter das Ingenieurbüros Modjeski & Masters 1949 die Memphis–Arkansas Bridge. Modjeski war zudem Chefingenieur bei Bau der Québec-Brücke (1917), der längsten Auslegerbrücke der Welt, und Masters baute mit der ersten Crescent City Connection (1958) die drittlängste der damaligen Zeit sowie mit der Newburgh–Beacon Bridge (1963) und der Horace Wilkinson Bridge (1968) insgesamt drei der zwanzig größten Auslegerbrücken bezogen auf die Spannweite.
Neben vielen Fachwerkbrücken baute Modjeski mit der Benjamin Franklin Bridge (1926) eine der weltweit längsten Hängebrücken und Masters eiferte ihm mit der benachbarten Walt Whitman Bridge (1957) in Philadelphia nach. Weiterhin realisierte Modjeski & Masters in der aktiven Zeit von Masters und darüber hinaus mehrere zusätzliche Straßenbrücken parallel zu vorhandenen und ursprünglich von Modjeski oder Masters entworfenen Brücken, wozu die zweiten Brücken der Iowa–Illinois Memorial Bridge (1935 und 1960), der Newburgh–Beacon Bridge (1963 und 1980), der Crescent City Connection (1958 und 1988) und der Blue Water Bridge (1938 und 1997) gehören.
Frank M. Masters Lebenswerk wird seit 1976 durch die Vergabe des Frank M. Masters Transportation Engineering Award von der American Society of Civil Engineers gewürdigt, deren Ehrenmitglied er war. Ausgezeichnet werden herausragende Planungen, Entwürfe oder Umsetzungen im Bereich der Transport-Infrastruktur.